# Zonscherende komeet

Opname van de zonscherende komeet C/2011 W3 (Lovejoy) door STEREO

Een zonscherende komeet of zonscheerder is een komeet die in het perihelium extreem dicht langs de zon beweegt. Soms benadert de komeet het oppervlak van de zon tot op een paar duizend kilometer. Kleine zonscherende kometen kunnen helemaal verdampen tijdens het perihelium, terwijl grotere kometen meerdere perihelia kunnen overleven. De sterke verdamping en getijdekrachten leiden echter vaak tot fragmentatie van de hemelobjecten.

## De Kreutz-zonscheerders
De bekendste zonscheerders zijn de Kreutz-zonscheerders, die alle afstammen van een reusachtige komeet, die bij zijn eerste periheliumdoorgang gebroken is in vele kleinere kometen. Een extreem heldere komeet die gezien is door Aristoteles en Ephorus in 371 v.Chr. is een mogelijk voorbeeld van zo'n object.
De grote kometen C/1843 D1 (1843) en C/1882 R1 (1882), komeet Ikeya-Seki in 1965 en C/2011 W3 (Lovejoy) in 2011 waren alle fragmenten van de originele komeet. Elk van deze kometen was korte tijd helder genoeg om overdag zichtbaar te zijn dicht bij de zon, en waren zelfs helderder dan de volle maan.
Komeet C/1979 Q1 (SOLWIND) was de eerste zonscheerder die door de Amerikaanse satelliet P78-1 (Solwind) met een coronagraaf is waargenomen, op 30 en 31 augustus 1979.
Sinds de lancering van de SOHO-satelliet in 1995 zijn honderden kleine Kreutz-zonscheerders ontdekt, die alle of in de zon gedoken zijn of zijn vernietigd tijdens hun periheliumdoorgang. De uitzondering hierop was C/2011 W3 (Lovejoy). Het lijkt erop dat de familie van Kreutz-zonscheerders veel groter is dan vroeger gedacht werd.

## Andere zonscheerders
Ongeveer 83% van de zonscheerders die waargenomen zijn met SOHO behoren tot de Kreutz-groep. De resterende 17% bevatten enkele sporadische zonscheerders, waaronder drie andere groepen: de Kracht-, Marsden- en Meyer-groepen. De Marsden- en Kracht-groepen lijken geassocieerd te kunnen worden met komeet 96P/Machholz. Deze kometen zijn ook gerelateerd met enkele meteorenzwermen, waaronder de overdag zichtbare Arietiden, de Delta-Aquariden en de Boötiden. Vergelijkbare kometenbanen suggereren dat de Marsden- en Kracht-groepen een korte periode hebben van ongeveer vijf jaar, maar de Meyer-groep heeft intermediaire of een langperiodieke omloopsbaan. De kometen van de Meyer-groep zijn meestal klein, zwak, en hebben nooit een staart. De grote komeet van 1680 was een zonscheerder die gebruikt werd door Isaac Newton om de wetten van Kepler te verifiëren. Het was echter geen lid van een van de grotere groepen. Komeet C/2012 S1 (ISON) heeft baanelementen die ongeveer hetzelfde zijn als die van de grote komeet van 1680 en kan een tweede lid van de groep zijn.

## De oorsprong van zonscheerders
Berekeningen laten zien dat voor kometen met grote inclinaties en periheliumafstand van minder dan ongeveer 2 astronomische eenheden, gravitationele verstoringen na vele omlopen om de zon de periheliumafstand kunnen verminderen tot zeer kleine waarden. Een studie suggereert dat komeet Hale-Bopp ongeveer 15% kans heeft om in de toekomst zonscheerder te worden.

## Onderzoek van de zon
De beweging van de staarten van zonscheerders die het perihelium overleven (zoals komeet Lovejoy) kunnen astronomen informatie geven over de structuur, met name die van het magneetveld, in de corona van de zon.